# Географія Іраку
Ірак — західноазійська країна, що знаходиться південному заході континенту . Загальна площа країни 438 317 км² (59-те місце у світі), з яких на суходіл припадає 437 367 км², а на поверхню внутрішніх вод — 950 км². Площа країни дорівнює ¾ площі території України. 

## Назва
Офіційна назва — Республіка Ірак, Ірак (араб. العراق, جمهورية العـراق — Джумухір'ят ель-Ірак; курд. عێراق, كۆماريى عێراق — Комар-і-Ерак). Назва країни походить від назви давнього шумерського міста Урук і вказує на древність історії країни. За іншою версією з давньоєврейського «урук», що означає між річками, оскільки країна лежить між ріками Тигр і Євфрат. Після арабського завоювання країни у VII-VIII століттях назва була переосмислена згідно співзвучного арабського слова «ірак» — берег. Антична назва країни — Месопотамія, що перекладається з давньогрецької як «месо» — між чимось, «потамос» — річка, тобто Межиріччя.

## Географічне положення
Ірак — західноазійська країна, що межує з шістьма іншими країнами: на півночі — з Туреччиною (спільний кордон — 367 км), на сході — з Іраном (1599 км), на півдні — з Кувейтом (254 км) і Саудівською Аравією (811 км), на заході — з Йорданією (179 км) і Сирією (599 км). Загальна довжина державного кордону — 3809 км. Ірак на півдні має вихід до вод Перської затоки Індійського океану. Загальна довжина морського узбережжя 58 км.

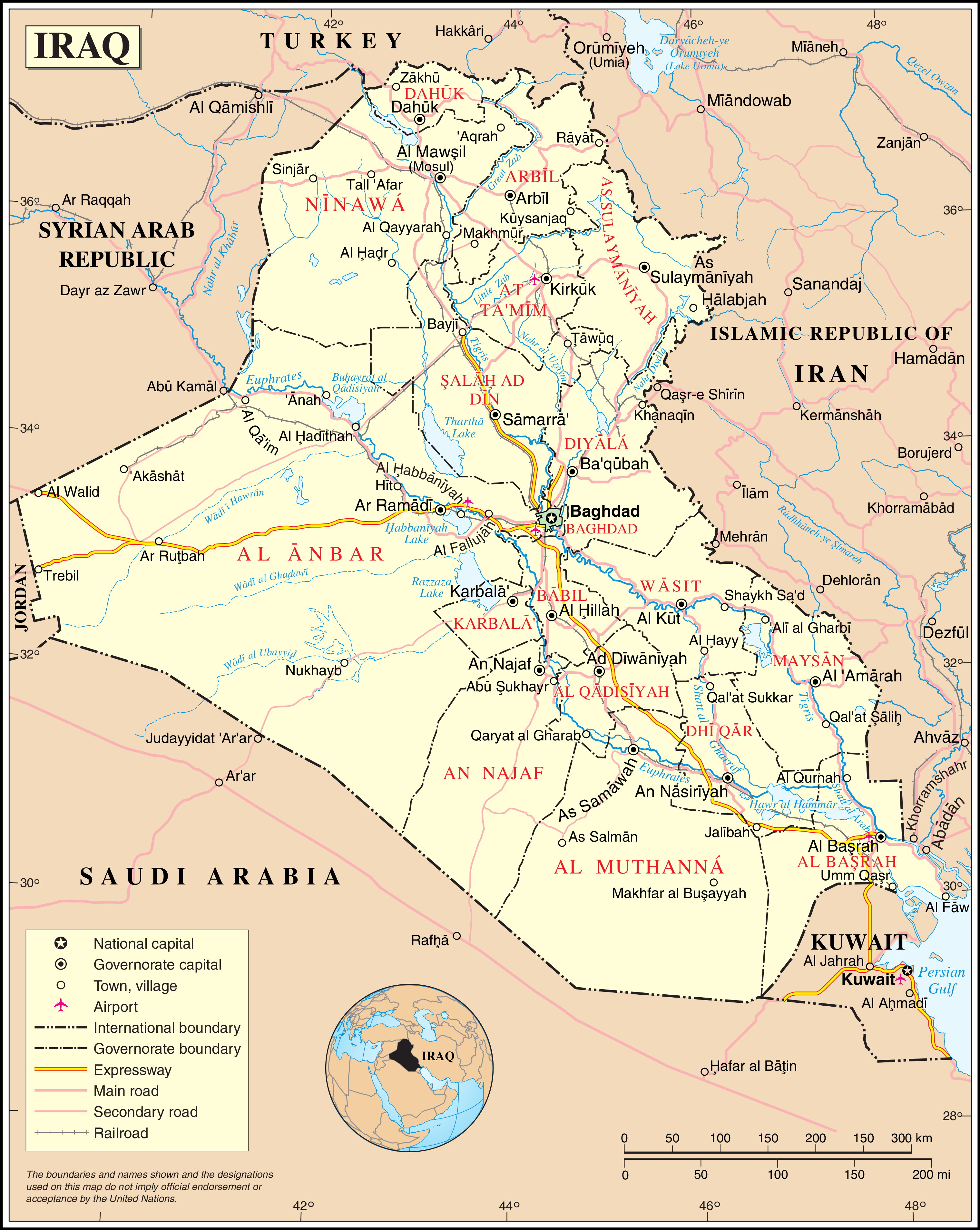
Карта Іраку від ООН (англ.)
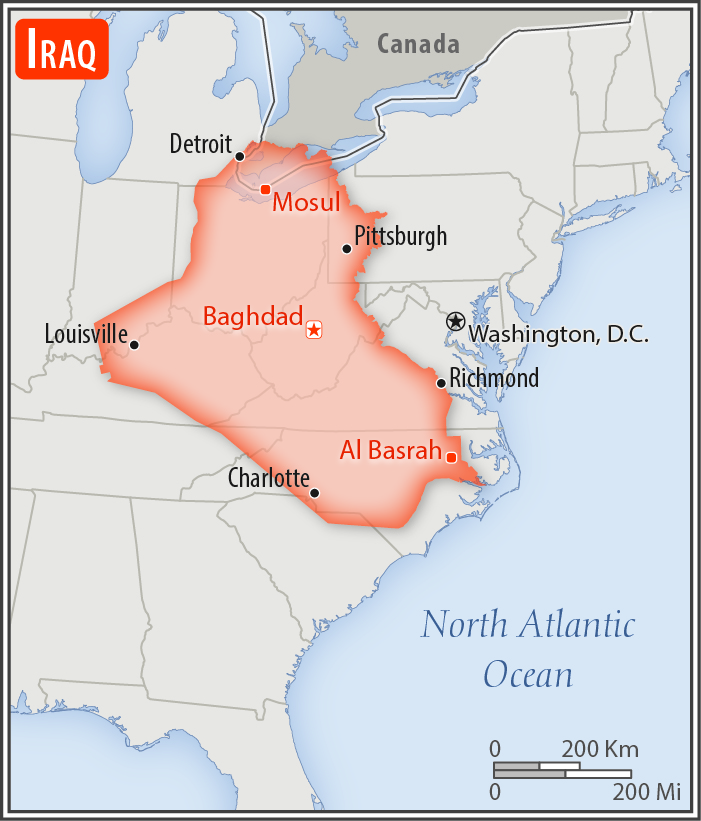
Порівняння розмірів території Іраку та США

Згідно з Конвенцією Організації Об'єднаних Націй з морського права (UNCLOS) 1982 року, протяжність територіальних вод країни встановлено в 12 морських миль (22,2 км). Континентальний шельф — не визначений.

### Час
Час у Іракі: UTC+3 (+1 година різниці часу з Києвом).

## Геологія

### Корисні копалини
Надра Іраку багаті на ряд корисних копалин: нафту, природний газ, фосфати, сірку.

## Рельєф
Середні висоти — 312 м; найнижча точка — рівень вод Перської затоки (0 м); найвища точка — гора Чиха-Дар (3611 м). Більшу частину території Іраку займає Месопотамська низовина. На заході розташоване Сирійсько-Аравійське плоскогір'я висоти до 900 м, на півночі — гірські хребти Вірменського та Іранського нагір'їв звисотами 2000-3000 м.

Рельєф Іраку
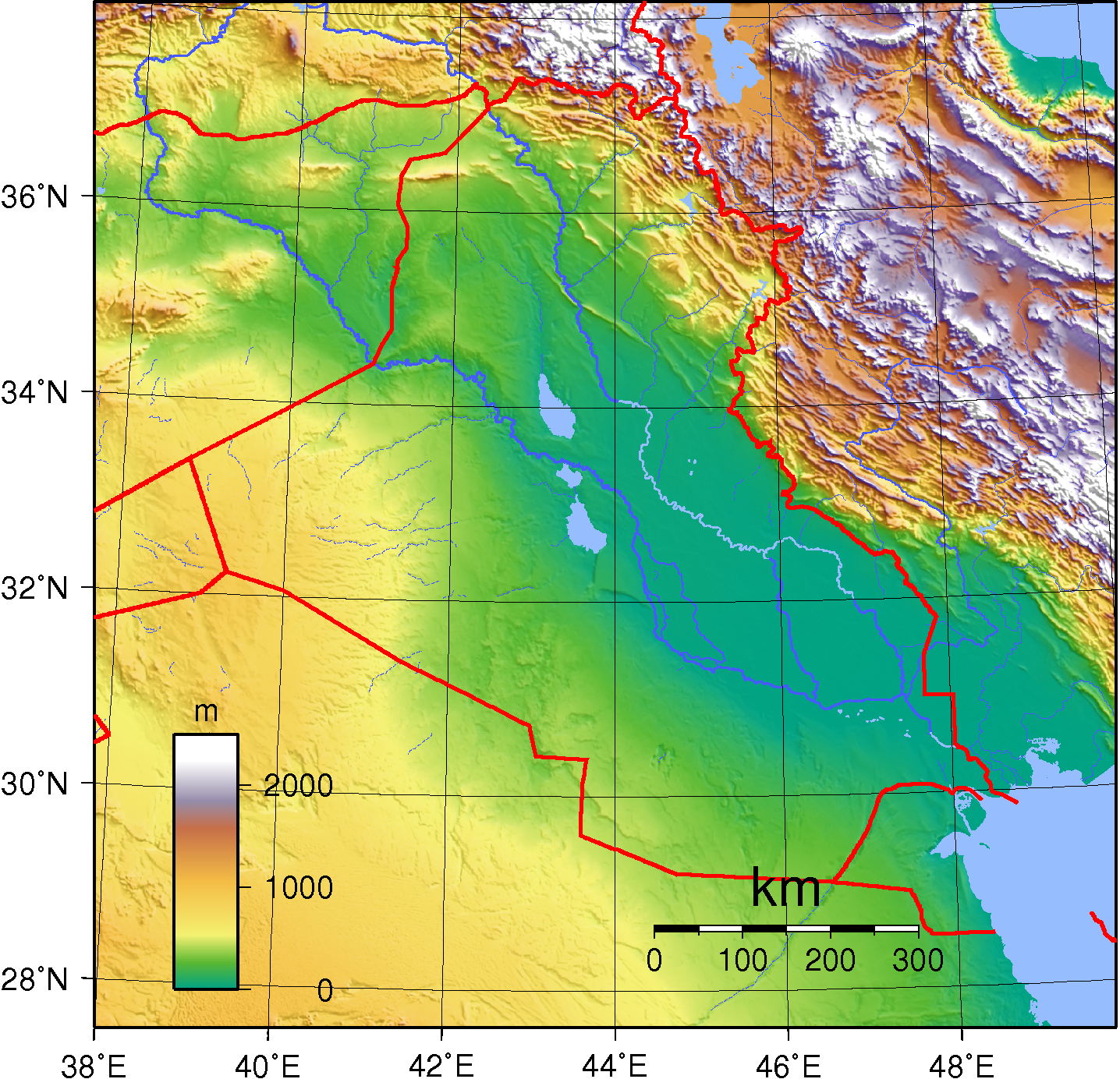
Гіпсометрична карта Іраку
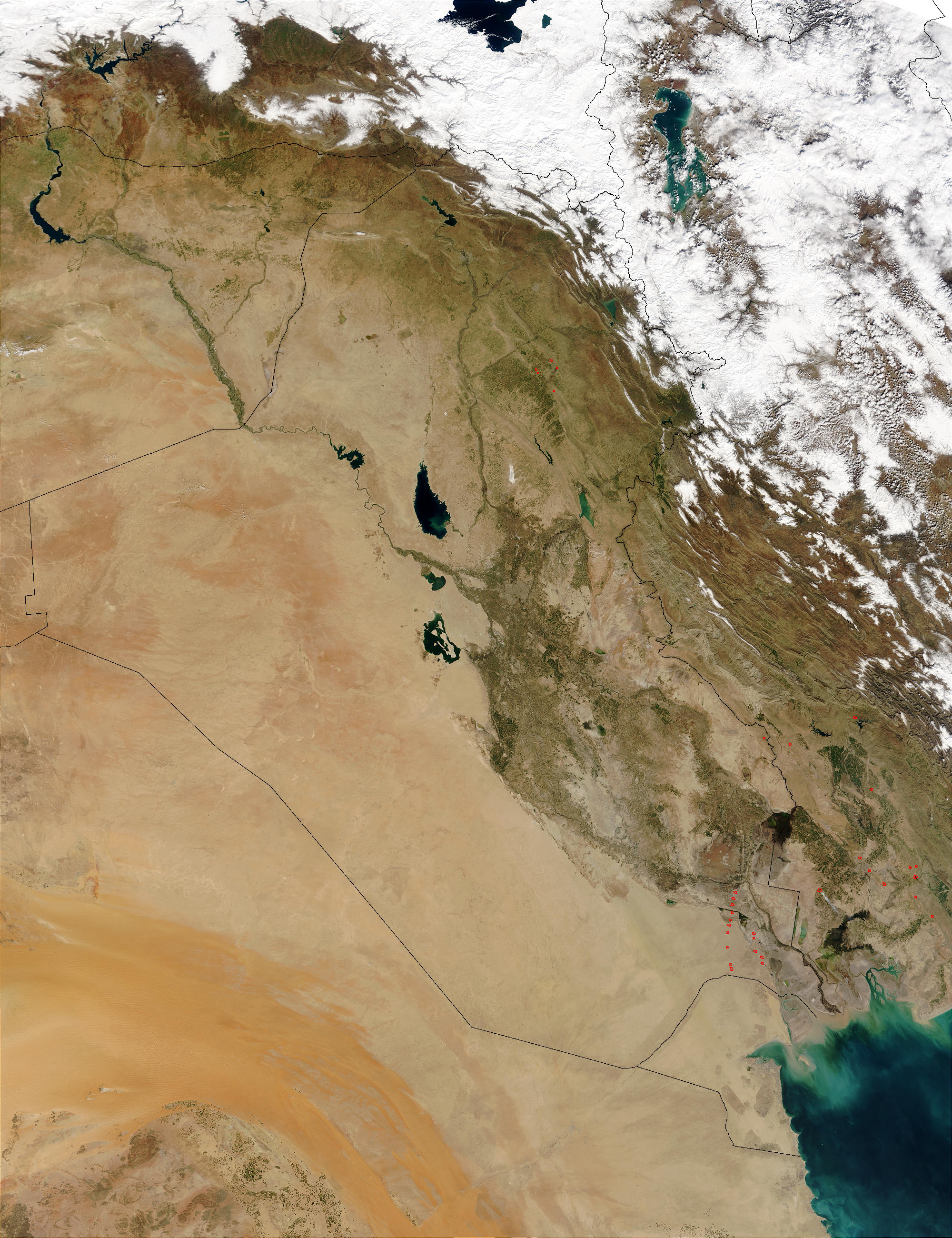
Супутниковий знімок поверхні країни
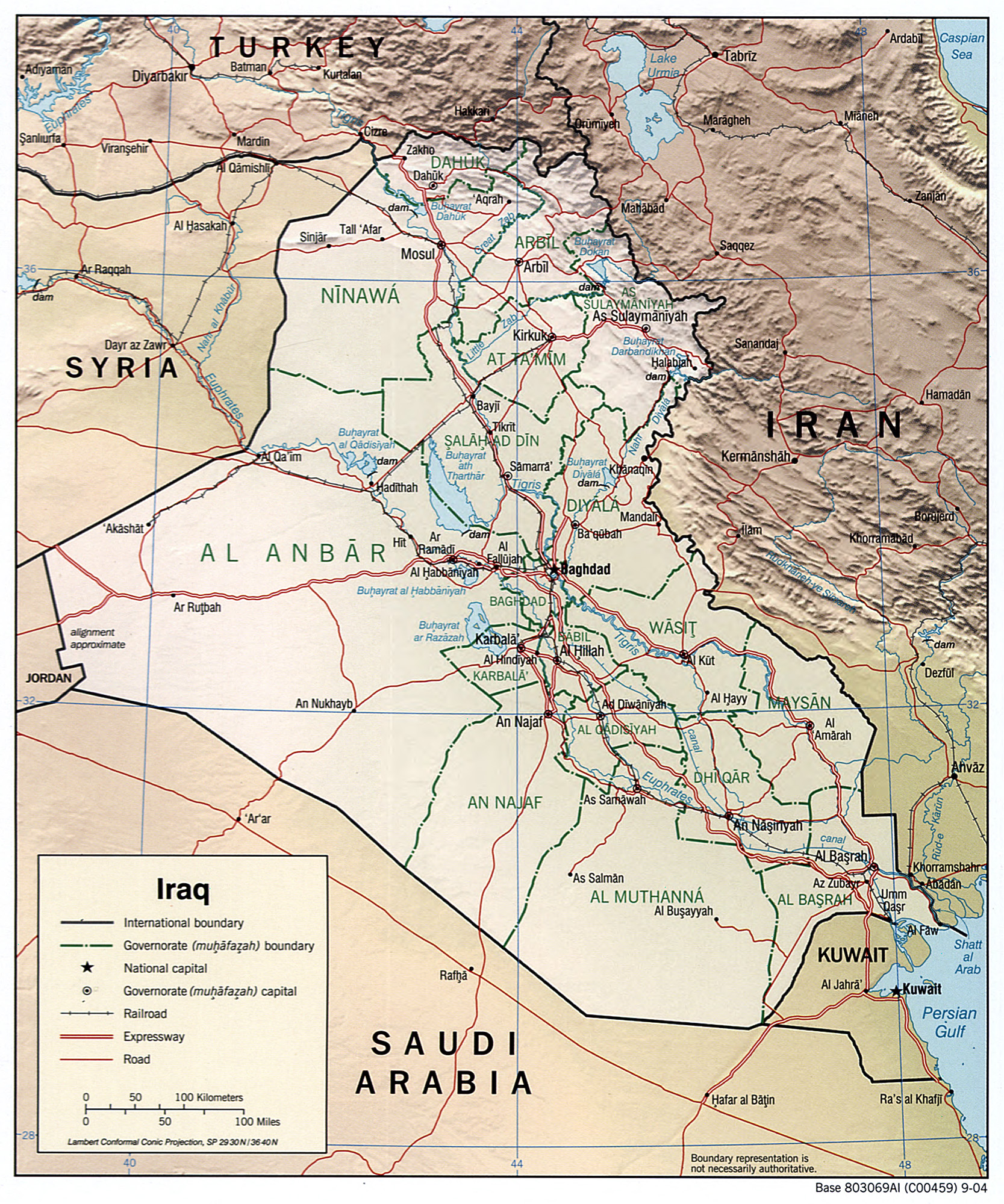
Карта країни (англ.)

## Клімат
Територія Іраку переважно лежить у субтропічному кліматичному поясі, окрім крайнього півдня, який лежить у тропічному. Влітку переважають тропічні повітряні маси з ясною тихою антициклонічною погодою, взимку — помірні з похмурою дощовою досить вітряною циклонічною. Значні сезонні амплітуди температури повітря і розподілу атмосферних опадів, можливе випадіння снігу. На півдні Увесь рік панують тропічні повітряні маси. Спекотна посушлива погода з великими добовими амплітудами температури. Переважають східні пасатні вітри.

Сонячна радіація (англ.)Сонячна радіація (англ.)
Кліматична карта Іраку (за Кеппеном)
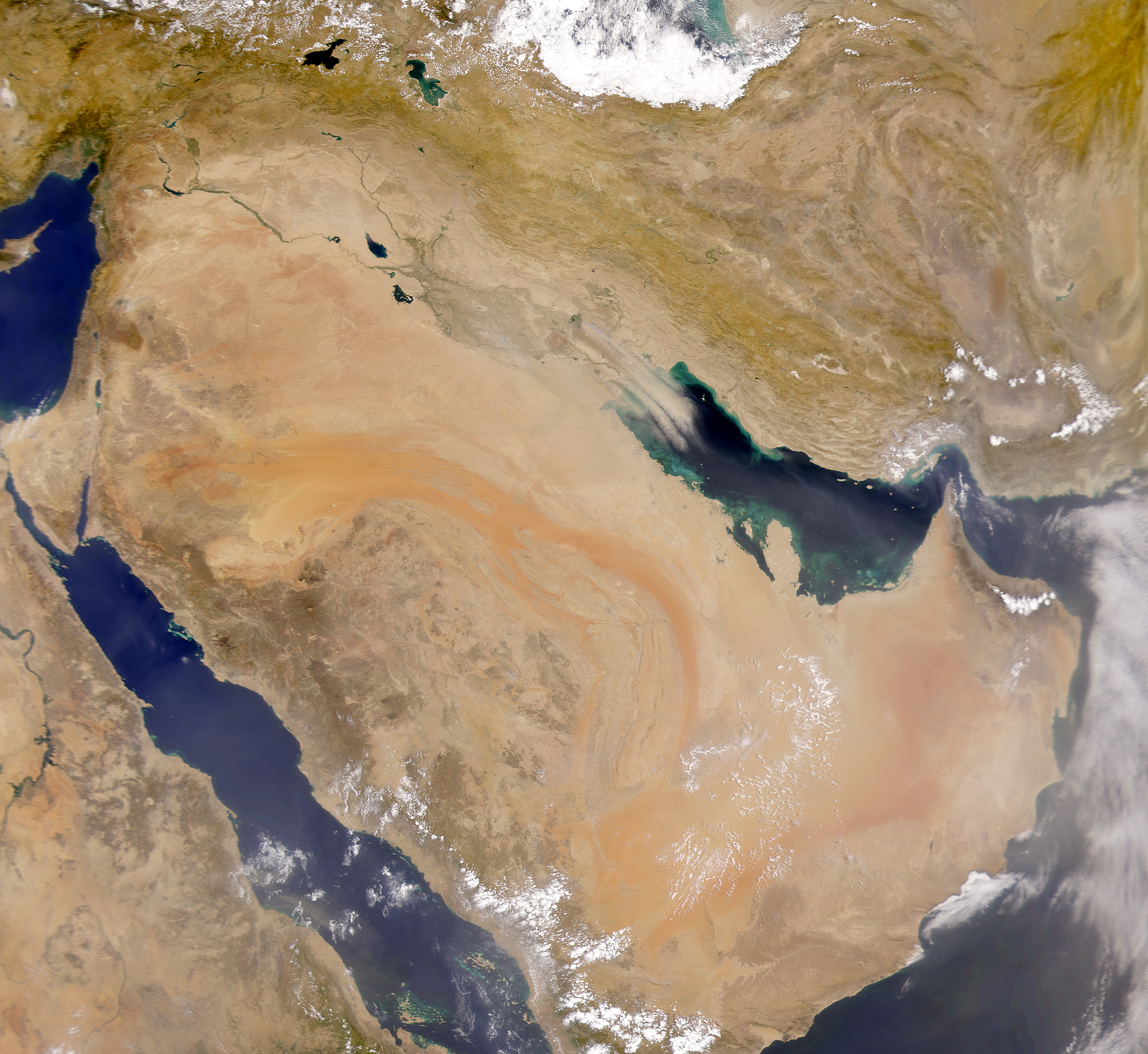
Пилова буря над Араією, 2000 рік

Ірак є членом Всесвітньої метеорологічної організації (WMO), в країні ведуться систематичні спостереження за погодою.

## Внутрішні води
Загальні запаси відновлюваних водних ресурсів (ґрунтові і поверхневі прісні води) становлять 89,86 км³. Станом на 2012 рік в країні налічувалось 35,25 тис. км² зрошуваних земель.

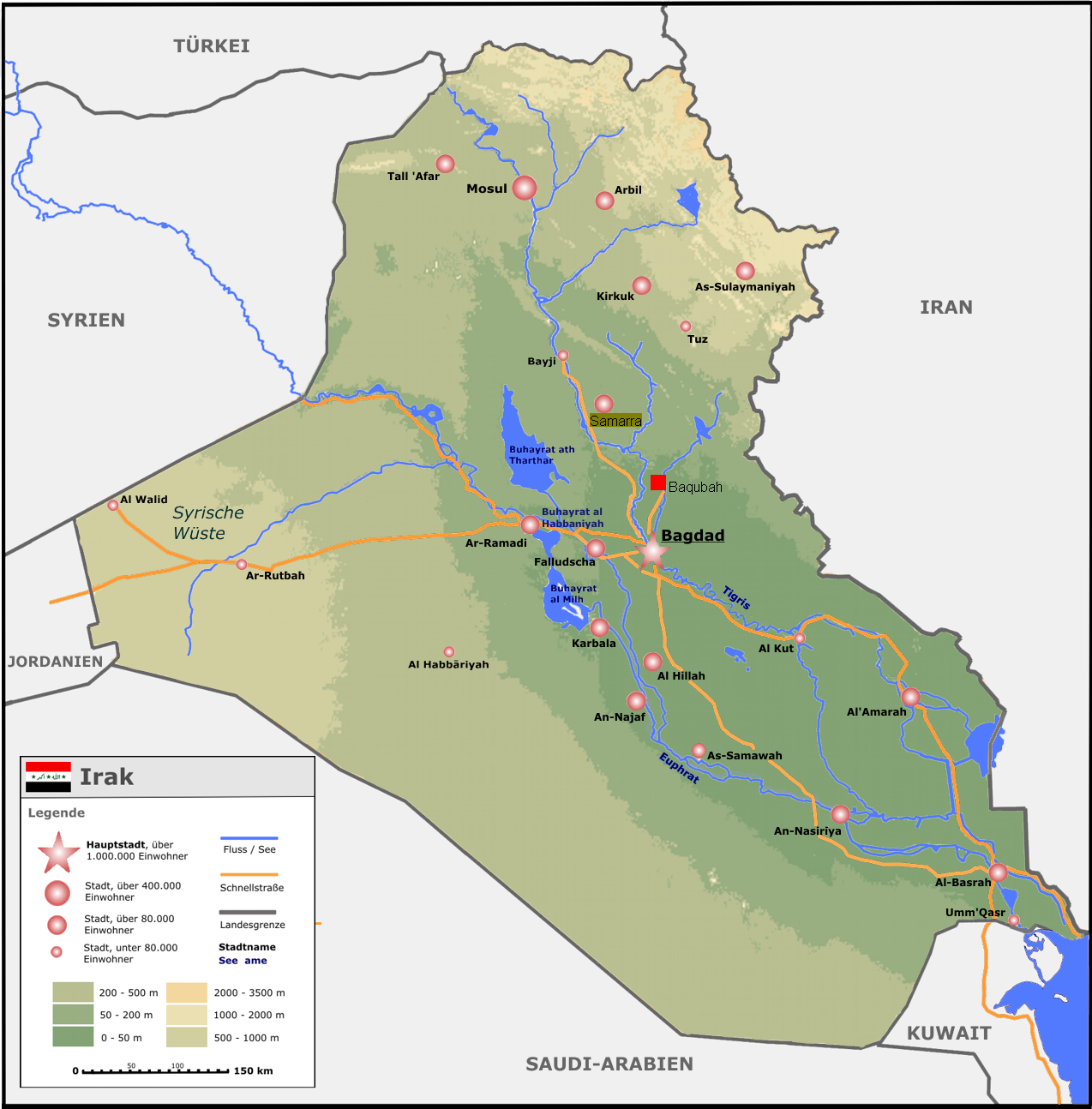
Гідрографічна мережа Іраку
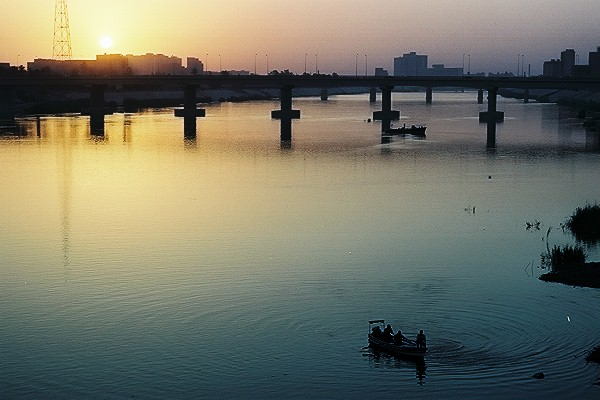
Річка Тигр в Багдаді
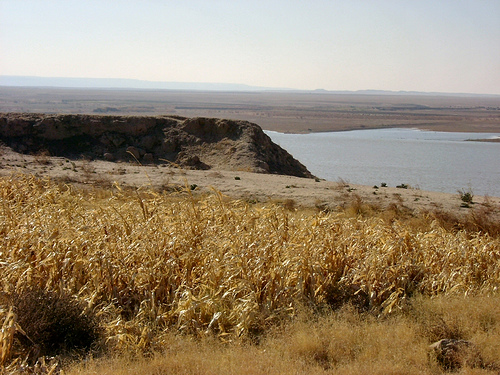
Місцевість біля Євфрату
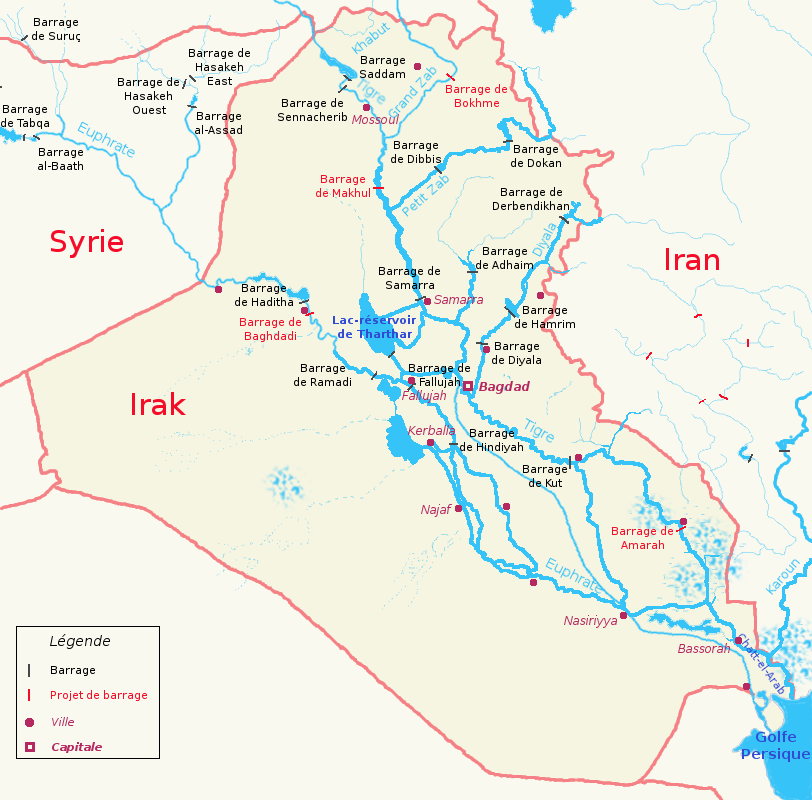
Система гребель на річках Іраку
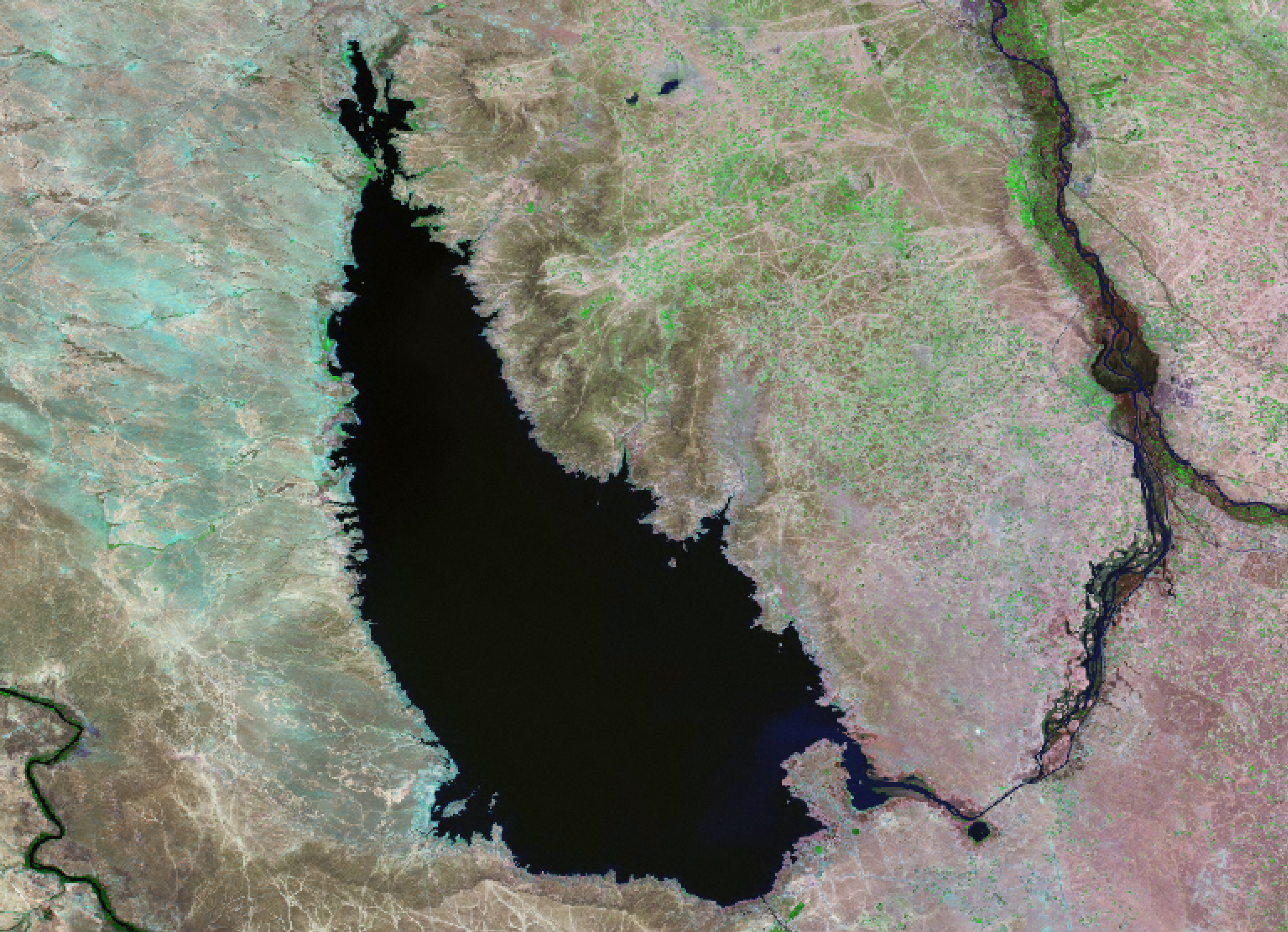
Водосховище Тартар з космосу

### Річки
Річки країни належать басейну Перської затоки Індійського океану. Територією Іраку протікають дві найбільші річки Азії: Тигр та Євфрат, які зливаючись в нижній течії, утворюють рукав Шатт-ель-Араб.

## Рослинність
Земельні ресурси Іраку (оцінка 2011 року):
- придатні для сільськогосподарського обробітку землі — 18,1 %,
  - орні землі — 8,4 %,
  - багаторічні насадження — 0,5 %,
  - землі, що постійно використовуються під пасовища — 9,2 %;
- землі, зайняті лісами і чагарниками — 1,9 %;
- інше — 80 %[1].

## Тваринний світ
У зоогеографічному відношенні територія країни відноситься до Сахаро-Аравійської провінції Середземноморської підобласті Голарктичної області; гори півнчного сходу — до Середземноморської провінції цієї підобласті.

## Охорона природи
Ірак є учасником ряду міжнародних угод з охорони навколишнього середовища:
- Конвенції про біологічне різноманіття (CBD),
- Конвенції з міжнародного морського права,
- Монреальського протоколу з охорони озонового шару[1].

Урядом країни підписані, але не ратифіковані міжнародні угоди щодо: Конвенції про заборону військового впливу на природне середовище (ENMOD).

## Стихійні лиха та екологічні проблеми
На території країни спостерігаються небезпечні природні явища і стихійні лиха: пилові й піщані бурі; повіді.
Серед екологічних проблем варто відзначити:
- урядова програма з осушення водно-болотних угідь в нижній течії Тигру й Євфрату загрожує знищенням місцевих біотопів, зменшенню біорізноманіття, змінює традиційний уклад життя місцевих болотних арабів;
- недостатні запаси питної води;
- спільний розвиток разом з Туреччиною водної системи Тигру і Євфрату;
- забруднення повітря і вод;
- деградацію земель (засолення) і ерозію ґрунтів;
- спустелювання.

## Фізико-географічне районування
У фізико-географічному відношенні територію Іраку можна розділити на 4 райони, що відрізняються один від одного рельєфом, кліматом, рослинним покривом: 
- Гірська північ і північний схід.
- Верхня Месопотамія. Рівнина Джазіра.
- Нижня Месопотамія. Алювіальні рівнини межиріччя Тигру і Євфрату.
- Пустельне плато. Сирійська пустеля  південного заходу та Аравійська півдня.

### Українською
- Атлас світу / голов. ред. І. С. Руденко ; зав. ред. В. В. Радченко ; відп. ред. О. В. Вакуленко. — К. : ДНВП «Картографія», 2005. — 336 с. — ISBN 9666315467.
- Атлас. 7 клас. Географія материків і океанів / Укладачі О. Я. Скуратович, Н. І. Чанцева. — К. : ДНВП «Картографія», 2014.
- Бєлозоров С. Т. Географія материків. — К. : Вища школа, 1971. — 371 с.
- Барановська О. В. Фізична географія материків і океанів : навч. посіб. для студентів ВНЗ : [у 2 ч.]. — Н. : Ніжинський державний університет ім. Миколи Гоголя, 2013. — 306 с. — ISBN 978-617-527-106-3.
- Ірак // Гірничий енциклопедичний словник : [у 3-х тт.] / за ред. В. С. Білецького. — Д. : Східний видавничий дім, 2004. — Т. 3. — 752 с. — ISBN 966-7804-78-X.
- Дубович І. А. Країнознавчий словник-довідник. — 5-те вид., перероб. і доп. — К. : Знання, 2008. — 839 с. — ISBN 978-966-346-330-8.
- Панасенко Б. Д. Фізична географія материків : навч. посіб. : в 2 ч. — В. : ЕкоБізнесЦентр, 1999. — 200 с.
- Фізична географія материків та океанів : підруч. для студ. вищ. навч. закл. : у 2 т / за ред. П. Г. Шищенка. — К. : Видавництво Київського нац. ун-т ім. Т. Шевченка, 2009. — Т. 1. : Азія. — 643 с. — ISBN 978-966-439-257-7.
- Юрківський В. М. Регіональна економічна і соціальна географія. Зарубіжні країни: Підручник. — 2-ге. — К. : Либідь, 2001. — 416 с. — ISBN 966-06-0092-5.

### Англійською
- (англ.) Graham Bateman. The Encyclopedia of World Geography. — Andromeda, 2002. — 288 с. — ISBN 1871869587.

### Російською
- (рос.) Авакян А. Б., Салтанкин В. П., Шарапов В. А. Водохранилища. — М. : Мысль, 1987. — 326 с. — (Природа мира)
- (рос.) Алисов Б. П., Берлин И. А., Михель В. М. Курс климатологии [в 3-х тт.] / под. ред. Е. С. Рубинштейна. — Л. : Гидрометиздат, 1954. — Т. 3. Климаты земного шара. — 320 с.
- (рос.) Апродов В. А. Вулканы. — М. : Мысль, 1982. — 368 с. — (Природа мира)
- (рос.) Апродов В. А. Зоны землетрясений. — М. : Мысль, 2010. — 462 с. — (Природа мира) — ISBN 978-5-244-01122-7.
- (рос.) Бабаев А. Г., Зонн И. С., Дроздов Н. Н., Фрейкин З. Г. Пустыни. — М.  : Мысль, 1986. — 320 с. — (Природа мира)
- (рос.) Букштынов А. Д., Грошев Б. И., Крылов Г. В. Леса. — М. : Мысль, 1981. — 316 с. — (Природа мира)
- (рос.) Власова Т. В. Физическая география материков. С прилегающими частями океанов. Евразия, Северная Америка. — 4-е, перераб. — М. : Просвещение, 1986. — 417 с.
- (рос.) Гвоздецкий Н. А. Карст. — М. : Мысль, 1981. — 214 с. — (Природа мира)
- (рос.) Гвоздецкий Н. А., Голубчиков Ю. Н. Горы. — М. : Мысль, 1987. — 400 с. — (Природа мира)
- (рос.) Географический энциклопедический словарь: географические названия / под. ред. А. Ф. Трёшникова. — 2-е изд., доп. — М. : Советская энциклопедия, 1989. — 585 с. — ISBN 5-85270-057-6.
- (рос.) Исаченко А. Г., Шляпников А. А. Ландшафты. — М. : Мысль, 1989. — 504 с. — (Природа мира) — ISBN 5-244-00177-9.
- (рос.) Каплин П. А., Леонтьев О. К., Лукьянова С. А., Никифоров Л. Г. Берега. — М. : Мысль, 1991. — 480 с. — (Природа мира) — ISBN 5-244-00449-2.
- (рос.) Словарь современных географических названий / под общей редакцией акад. В. М. Котлякова. — Екатеринбург : У-Фактория, 2006.
- (рос.) Литвин В. М., Лымарев В. И. Острова. — М. : Мысль, 2010. — 288 с. — (Природа мира) — ISBN 978-5-244-01129-6.
- (рос.) Лобова Е. В., Хабаров А. В. Почвы. — М. : Мысль, 1983. — 304 с. — (Природа мира)
- (рос.) Максаковский В. П. Географическая картина мира. Книга I: Общая характеристика мира. — М. : Дрофа, 2008. — 495 с. — ISBN 978-5-358-05275-8.
- (рос.) Максаковский В. П. Географическая картина мира. Книга II: Региональная характеристика мира. — М. : Дрофа, 2009. — 480 с. — ISBN 978-5-358-06280-1.
- (рос.) Ірак // Поспелов Е. М. Топонимический словарь. — М. : АСТ, 2005. — 229 с. — ISBN 5-17-016407-6.
- (рос.) Пфеффер П. Азия. — М. : Прогресс, 1982. — 316 с. — (Континенты, на которых мы живем)
- (рос.) География / под ред. проф. А. П. Горкина. — М. : Росмэн-Пресс, 2006. — 624 с. — (Современная иллюстрированная энциклопедия) — ISBN 5-353-02443-5.
- (рос.) Физико-географический атлас мира. — М. : Академия наук СССР и Главное управление геодезии и картографии ГУГК СССР, 1964. — 298 с.
- (рос.) Энциклопедия стран мира / глав. ред. Н. А. Симония. — М. : НПО «Экономика» РАН, отделение общественных наук, 2004. — 1319 с. — ISBN 5-282-02318-0.